# Ernst-Rüdiger Look
Ernst-Rüdiger Look (* 21. Juni 1937 in Helmstedt; † 9. März 2024 in Frankfurt am Main) war ein deutscher Geologe, der sich vor allem der wissenschaftlichen Erfassung, dem Schutz und der öffentlichen Vermittlung von Geotopen widmete.

## Werdegang
Ernst-Rüdiger Look studierte nach dem Abitur Geologie in Braunschweig und Bonn. 1967 wurde er an der Leibniz-Universität Hannover promoviert.
Am 1. August 1967 trat Look in den Dienst des Niedersächsischen Landesamts für Bodenforschung. Dort leitete er ab Juni 1971 das Referat „Archive“ und ab 1981 das Referat „Umweltschutz, Raumordnung und Landesplanung, Regionalreferat“. 1985 wurde er zum Direktor und Professor beim NLfB ernannt. 1997 übernahm er das Referat „Fachinformationssystem Geologie, Naturraumpotentiale, Landesplanung“.
Beim Bund-Länder-Ausschuss Bodenforschung (BLA-GEO) leitete er von 1993 bis 1996 die Ad-hoc-Arbeitsgruppe „Geowissenschaftliche Grundlagen im Rahmen der UVP“ und von 1994 bis 1996 die Arbeitsgruppe „Geotopschutz“, die insbesondere die vielbeachtete „Arbeitsanleitung Geotopschutz in Deutschland – ein Leitfaden der Geologischen Dienste der Länder in der Bundesrepublik Deutschland“ erstellte. Von 1995 bis 2002 gehörte er der UNESCO/IUGS Working Group on Global Geosites an. Am 1. Juli 2002 trat Look in den Ruhestand.
Ernst-Rüdiger Look war in vielfältiger Weise in ehrenamtlicher Funktion tätig. Bereits 1959 war er in die Deutsche Gesellschaft für Geowissenschaften (DGG), die heutige DGGV, eingetreten. Von 1994 bis 1996 leitete er die Arbeitsgemeinschaft Geotopschutz in deutschsprachigen Ländern, von 1996 bis 2009 die aus dieser hervorgegangene Fachsektion GeoTop der DGG. In dieser Funktion war er maßgeblich an der engen Zusammenarbeit mit Fachkollegen/-innen aus Österreich und der Schweiz beteiligt sowie an der Entwicklung und Einführung der Geoparks in Deutschland. Von 2002 bis 2006 war er ein maßgebliches Mitglied der Expertengruppe Nationale GeoParks der GeoUnion Alfred-Wegener-Stiftung. Großen Anteil hatte er auch an der Einführung des Tages des Geotops in Deutschland im Jahr der Geowissenschaften 2002.
Von 1972 an gehörte er (bis 1998) dem geschäftsführenden Vorstand der DEUQUA an, 26 Jahre war er deren Schatzmeister; 2006 wurde er zum Ehrenmitglied der DEUQUA ernannt. Von 1986 bis 2017 war er Geschäftsführer der Niedersächsischen Akademie der Geowissenschaften e.V., heute Akademie für Geowissenschaften und Geotechnologien.
2012 wurde er mit der Serge-von-Bubnoff-Medaille ausgezeichnet.
Look war verheiratet und hatte drei Töchter.

## Schriften
- Herausgeber mit Horst Quade Faszination Geologie: Die bedeutendsten Geotope Deutschlands, Schweizerbart 2006 (herausgegeben von der Akademie für Geowissenschaften Hannover)
- Herausgeber mit Peter Jordan Geotopschutz und seine rechtlichen Grundlagen, Niedersächsische Akademie für Geowissenschaften, 1997 (Internationale Jahrestagung, Deutsche Geologische Gesellschaft, Fachsektion Geotopschutz)
- Geologie, Bergbau und Urgeschichte im Braunschweiger Land: (Nördliches Harzvorland, Asse, Elm-Lappwald, Peine-Salzgitter, Allertal), Bericht der Naturhistorischen Gesellschaft Hannover, Band 127, 1984, S. 1–467 (mit Geologischer Wanderkarte des Braunschweiger Landes 1:100.000, mit Beiträgen von Heinz Kolbe, Gottfried Goldberg, Heinz Jordan, Wolfgang Kosmahl, Hans-Jürgen Meyer, Klaus-Dieter Meyer)
- Das Archiv der Bundesanstalt für Geowissenschaften und Rohstoffe und des Niedersächsischen Landesamtes für Bodenforschung : eine geowissenschaftliche Informationsstelle, Geologisches Jahrbuch A, Band 48, 1979
- Geologisch-stratigraphische Untersuchungen in Sedimenten der Elster- und Saale-Eiszeit (Pleistozän) am Elm, östlich von Braunschweig, Mitteilungen des Geologischen Instituts der TH Hannover, 6, 1968 (Dissertation)